# فلاينغ لوتس
ستيفن دي بينجلي إليسون (من مواليد 7 أكتوبر 1983)، المعروف باسمه المسرحي Flying Lotus (والذي يعني اللوتس الطائر) أو أحيانًا FlyLo (فلاي لو) اِختصارًا، هو منتج أسطوانات أمريكي ودي جي ومخرج أفلام ومغني راب من لوس أنجلوس، وهو أيضًا مؤسس شركة التسجيلات Brainfeeder.
أصدر فلاينغ لوتس سبعة ألبومات استوديو — (2006)، لوس أنجلوس (2008)، كوزموغراما (2010)، حتى يأتي الهدوء (2012)، أنت ميت! (2014)، فلاماجرا (2019) وياسوكي (2021) — اشادة من النقاد. لقد أنتج الكثير من الموسيقى الوفيرة في مجموعة برمجة أدولت سويم على كرتون نيتوورك. وقد تعاون مع شركة روكستار جيمز لإنشاء راديو خاص به في لعبة جراند ثفت أوتو 5 تحت مُسمى Fly Lo FM.
في عام 2012، بدأت Flying Lotus موسيقى الراب تحت شخصية الكابتن مورفي، استنادًا إلى شخصية Sealab 2021 التي تحمل الاسم نفسه. أبقى إليسون هذه الحقيقة سرًا لعدة أشهر، وكشف أخيرًا عن هويته بعد عدة أسابيع من إصدار أول شريط مختلط لموسيقى الراب: دواليتي (2012).

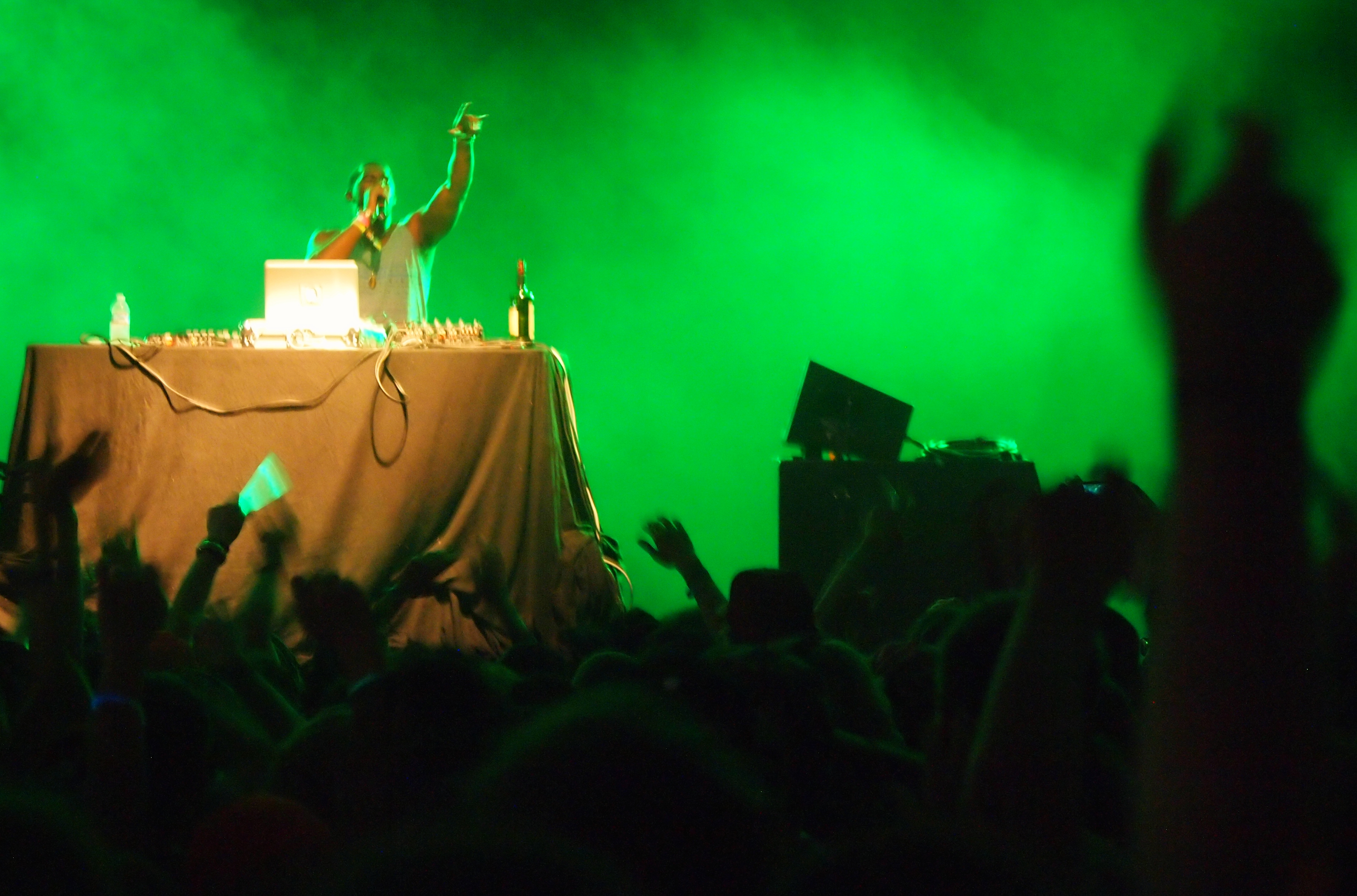
أداء فلاينج لوتس في مهرجان بونارو للموسيقى لعام 2012

في أبريل 2013، أعلن Flying Lotus أن لديه محطة إذاعية خاصة به تسمى FlyLo FM في لعبة الفيديو جراند ثفت أوتو 5، قائلًا إنه سيكون هناك "الكثير من الأغاني والمعلومات الجديدة، بما في ذلك موسيقى الراب لأغنية كابتن مورفي الجديدة من إنتاج هادسن موهاوك". تتضمن محطة الراديو أغاني من كلامس كازينو، أفيكس توين، و هادسن موهاوك، تايلر ذا كرييتور ،و دابري، وثاندر كات، و ماشين دروم ، و آوتكاست ، و دي جي رشاد و شادو شايلد. في نوفمبر 2014، تعاون Flying Lotus مع إم إف دوم على المسار "Masquatch" للنسخة المعاد إصدارها من لعبة الفيديو. تعاون الاثنان مرة أخرى على المسار "استراحة الغداء" للحصول على نسخة محدثة من جراند ثفت أوتو أونلاين في 2020.
في 17 يوليو 2013، أعلن فلاينج لوتس على تويتر أنه تم ترشيحه لجائزة إم تي في عن أغنية "تايني تورتورز".

## الأعمال

### ألبومات الاستوديو
- 1983 (2006)
- لوس أنجلوس (2008)
- كوزموجراما (2010)
- حتى يأتي الهدوء (2012)
- انت ميت! (2014)
- فلاماغرا (2019)[12]

## الأفلام والمسلسلات
الأفلام والتلفزيون
- حتى يأتي الهدوء – النتيجة الأصلية (2012)
- رسم خرائط البلدان التي لم تأت بعد – النتيجة الأصلية (2012)
- صورة نومي رابيس – النتيجة الأصلية (2014)
- فوججيووو (بواسطة إدي الكازار) – النتيجة الأصلية (2016)
- لوف ترو – الموسيقى الأصلية (2016)
- بليد رانر بلاك آوت 2022 – النتيجة الأصلية (2017)
- مثالي (بواسطة إدي الكازار) – النتيجة الأصلية (2018)
- كارول آند تيوزداي – موسيقى إضافية (2019)
- ياسوكي – النتيجة الأصلية، منتج تنفيذي (2021)

الإخراج
- الرويال – فيلم قصير (2016) [13]
- كوسو - أيضًا كاتب وموسيقى أصلية (2017)
- في/إتش/سي/99 (مقطع آوزي دونجن) - كاتب أيضًا (2022)

التمثيل
- برنامج إيريك أندريه – نفسه (2016)
- يولو: كريستال فانتسي - نفسه (2020)

## روابط خارجية
- الموقع الرسمي

قالب:Flying Lotus